# تاریخ مغولستان

اسب باد^{(en)} نماد مغولستان

امپراتوری عشایری، از جمله شیونگ‌نو (۳ قرن پیش از میلاد به ۱ قرن)، خاقانات روران (۳۳۰–۵۵۵)، به خاقانات گوک‌ترک (۵۵۲–۷۴۴) و دیگران، حکومت منطقه مغولستان امروزی مردم خیتان که از یک زبان پارا مغولی استفاده می‌کردند، دولتی را با نام دودمان لیائو (۹۰۷–۱۱۲۵) در آسیای مرکزی تأسیس کردند و بر مغولستان و بخش‌هایی از خاور دور روسیه امروزی، کره شمالی و شمال چین حکومت کردند.
در سال ۱۲۰۶ چنگیزخان توانست مغول‌ها را متحد کند و آنها را به یک نیروی جنگی تبدیل کرد که به تأسیس بزرگترین امپراتوری پیوسته در تاریخ جهان یعنی امپراتوری مغول (۱۲۰۶–۱۳۶۸) رسید. وی نخست چین را گشود. آنگاه به ایران و اروپا تاخت و پیروزی‌های بسیار پدیدآورد. فرزندان او تا سال‌ها فتح‌های نیای خود را پی می‌گرفتند. فتح ایران و آسیای میانه توسط مغول‌ها را از فجیع‌ترین وقایع تاریخ می‌دانند که شمار زیادی از مردم این مناطق در پی این هجوم‌ها از بین رفتند.
پس از چنگیز و فرزندانش سرزمین مغولستان گمنام ماند. اما امپراتوری‌هایی مانند ایلخانان ایران و امپراتوری مغولی هند در بیرون از مرزهای تاریخی مغولستان مدت‌ها به حیات خود ادامه داد. در زمان نزدیک به ما این سرزمین زیر چیرگی شوروی گردانده می‌شد. آیین بودایی در مغولستان با تبدیل امپراتوران دودمان یوآن آغاز شد. پس از فروپاشی سلسله یوان مستقر در مغول چین در سال ۱۳۶۸، مغولان به الگوهای قبلی نزاع‌های داخلی خود بازگشتند.
در اواخر قرن هفدهم، مغولستان امروزی به بخشی از منطقه تحت سلطه سلسله مانچو چینگ تبدیل شد. در زمان فروپاشی چینگ در سال ۱۹۱۱، مغولستان استقلال خود را اعلام کرد اما تا سال ۱۹۲۱ برای ایجاد استقلال مستقل و به‌طور واقعی و تا ۱۹۴۵ برای به دست آوردن و به رسمیت شناخته شده بین‌المللی به طول انجامید. در نتیجه، مغولستان تحت تأثیر قدرت شوروی قرار گرفت: در سال ۱۹۲۴ جمهوری خلق مغولستان اعلام شد، و سیاست مغولستان شروع به پیروی از همان الگوهای سیاست اتحاد جماهیر شوروی آن زمان کرد. پس از انقلاب‌های ۱۹۸۹، انقلاب مغولستان ۱۹۹۰ منجر به یک سیستم چند حزبی، قانون اساسی جدید در سال ۱۹۹۲ و انتقال به اقتصاد بازار شد.

## پیش از تاریخ
آب و هوای آسیای میانه پس از برخورد بزرگ تکتونیکی بین صفحه هندی و صفحه اوراسیا خشک شد. این ضربه زنجیره عظیم کوه‌های معروف به هیمالیا را ایجاد کرد. کوه‌های هیمالیا، کینگان بزرگ و کینگان کوچک مانند یک دیوار بلند عمل می‌کنند و آب و هوای گرم و مرطوب را از نفوذ به آسیای میانه باز می‌کند. بسیاری از کوه‌های مغولستان در دوره‌های اواخر نئوژن و اوایل کواترنری تشکیل شده‌اند. آب و هوای مغولستان صدها هزار سال پیش مرطوب تر بود. مغولستان منبع اکتشافات دیرینه‌شناسی با ارزش است. نخستین تخمهای دایناسور که از نظر علمی تأیید شده بودند، در طول سفر در سال ۱۹۲۳ در موزه تاریخ طبیعی آمریکا به رهبری روی چپمن اندروز در مغولستان یافت شد.

## دوره باستان

### ایالت شیونگ‌نو (۲۰۹ پیش از میلاد - ۹۳ میلادی)
فدراسیونی از بیست و چهار قبیله عشایر است که میان سده سوم پیش از زایش مسیح تا سده یکم پس از زایش مسیح بر استپ‌های آسیای میانه (امروزه مغولستان، مغولستان داخلی، سیبری، سین‌کیانگ، گانسو) چیره بودند. یانوش هارماتا در گزارشی چاپ شده توسط یونسکو، آنان را از ایرانیان کوچ‌رو شمالی می‌داند چراکه همه واژگان شیونگ نویی آورده‌شده در منابع چینی از جمله نام شاهان آنان از یک زبان ایرانی شرقی (سکا) می‌باشد.

### خاقانات روران (۳۳۰–۵۵۵)
روران نام اتحادیه‌ای از قبایل کوچ‌نشین در مرزهای شمالی چین بود که در پایان سده چهارم میلادی تا سال ۵۵۲ قلمرویی به نام خاقانات روران برای خود ترتیب دادند.
رهبری خاقانات روران را گروهی از مغول‌های اولیه (نیا-مغول‌ها) به نام شیان‌بئی در دست داشتند. بیشتر مردم شیان‌بئی به جنوب مهاجرت کرده و در شمال چین حکومت‌های گوناگونی تشکیل دادند اما گروهی از آن‌ها به‌جا مانده و خاقانات روران را تشکیل دادند. به روران، ژوژان هم گفته شده اما تاریخ‌دانان نام روران را درست‌تر می‌دانند.
قدرت روران‌ها در سال ۵۵۲ تحت فشار ائتلافی از گوک‌ترک‌ها، ممالک چی شمالی و ژوی شمالی، و قبایل آسیای مرکزی شکسته شد.

### دوره ترکان (۵۵۵–۸۴۰)

#### خاقانات گوک‌ترک (۵۵۲–۶۳۰، ۶۸۲–۷۴۴)، تانگ رول (۶۳۰–۶۸۲)
امپراتوری گوک‌ترک دولتی است که در اثر اتحادی دولتی بین قبایل آسیای میانه، در سال ۵۵۲ میلادی، در کشور آلتای به وجود آمد و در تاریخ آسیای میانه نقش مهمی ایفا نمود. چینی‌ها آن‌ها را «تورکیوت» می‌گفتند که آن نام ترک‌ها در زبان ژاژهای مغولی زبان است. طبق اطلاع کتیبه‌ها خود ترک‌ها خود را تیورک می‌گفته‌اند. 

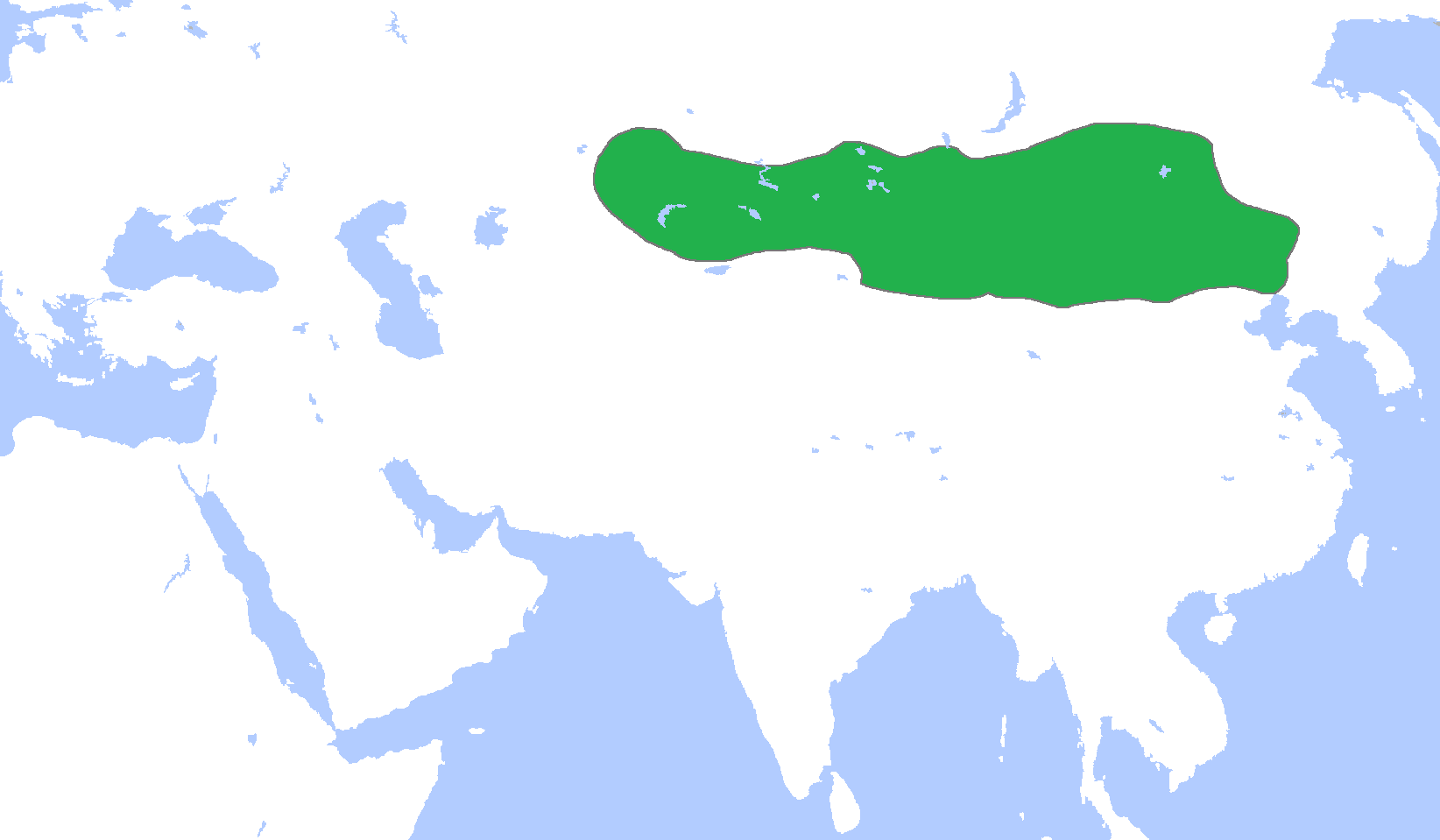
نقشهٔ خاقانات ژوژان یا دولت روران. بین سال‌های ۳۳۰ تا ۵۵۲ میلادی.

ترک‌ها نخست ضد قبایل ژوژان که تا آن زمان بر ترک‌ها حکم‌روایی می‌کردند، به محاربه پرداختند و در سرزمین مغولستان و آلتای دولت مقتدری تأسیس نمودند. وسعت بعدی این دولت، در دوران حکم رانی بومین خان مُهان سال حکمرانی از ۵۵۳ تا ۵۷۲ میلادی خیلی اوج گرفت. به اردویی که به سمت غرب رهسپار گردید، ایستمی خان برادر بومین خان سروری می‌کرد. کتیبه کولت گین حاکی است که آن‌ها مهان و ایستمی خان (استم) قوم خود را تا زیر تیمور قپیق مسکون نمودند. تیمور قپیق نام گذرگاهی کوهی است که در قرون وسطی میان سغد و تخارستان واقع بوده، در منطقهٔ کوهستان بایسون کنونی واقع بوده‌است. دسته‌های جلودار اردوی ترک‌ها تا به سرحد ایران رسیدند و در غرب تا سواحل دریای سیاه رفته، بوسفور کیمری را اشغال نمودند. در نتیجه امپراتوری خیلی مقتدر بادیه نشینان عرض وجود نمود که سرزمین عظیمی را از کره تا سواحل دریای سیاه در بر می‌گرفت.

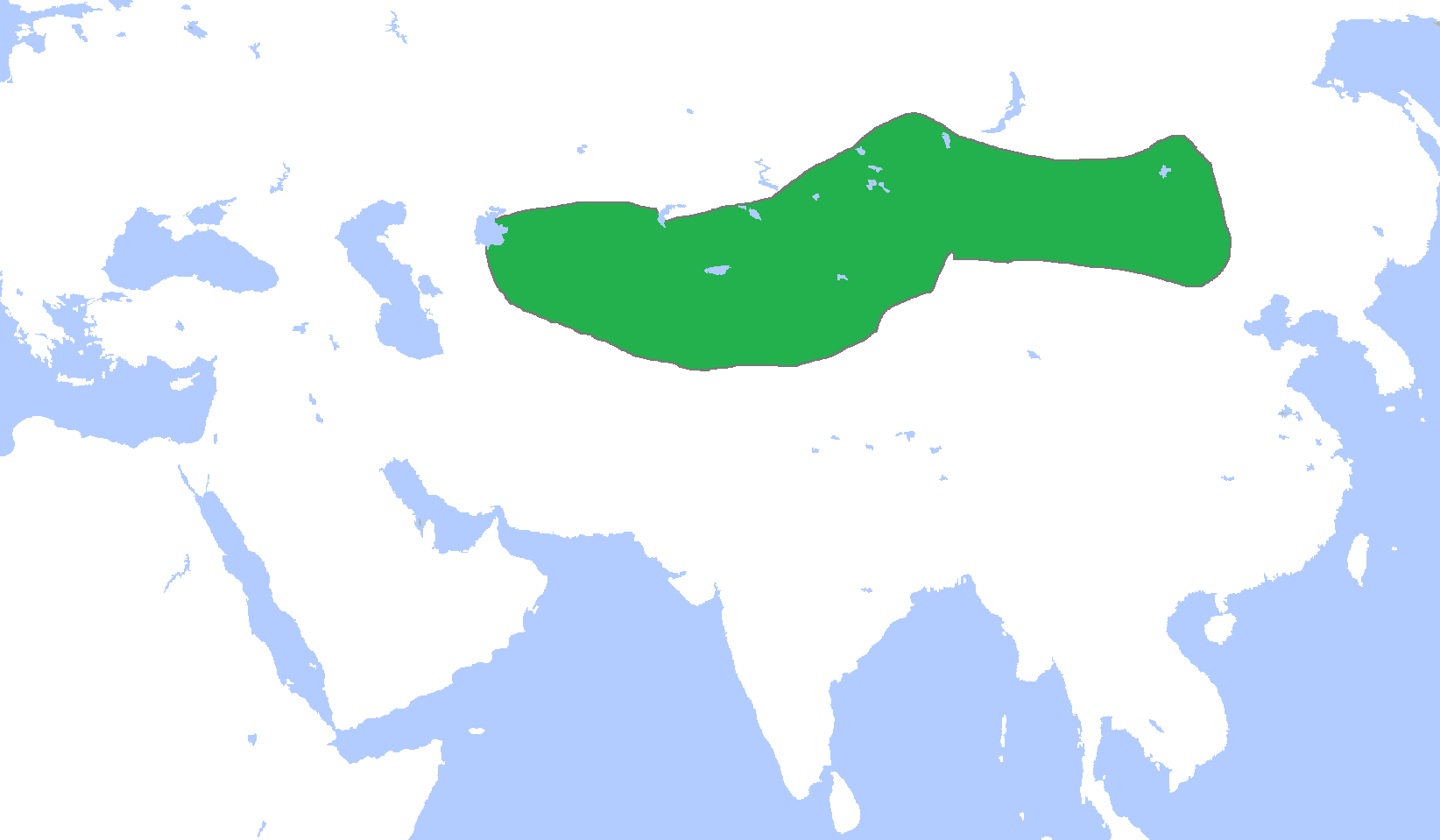
خاقانات ترک. بین سال‌های ۵۵۲ تا ۵۷۲ میلادی.

#### خاقانات اویغور (۷۴۴–۸۴۰)
امپراتوری بود که حدود یک قرن بین اواسط قرن ۸ و ۹ وجود داشت. آن‌ها یک کنفدراسیون قبیله ای تحت عنوان اشراف اورخون اویغور (回鶻) بودند که توسط چینی‌ها از آن‌ها به عنوان جیو زینگ ("نه قبیله") یاد می‌شد.

### امپراتوری خیتان (۹۰۶–۱۱۲۵)
یک امپراتوری در آسیای شرقی بود که از سال ۹۰۷ میلادی تا سال ۱۱۲۵ در حدود مغولستان کنونی و بخش‌هایی از خاور دور روسیه، منچوری، شمال چین، و شمال‌شرقی کره فرمانروایی می‌نمود. یلو آبائوجی، خاقان خیتان‌ها در حدود زمان سقوط دودمان تانگ این امپراتوری را ایجاد کرد و نخستین حکومتی بود که بر تمام منچوری حکمرانی می‌کرد.

## دوره قرون وسطی

### تشکیل امپراتوری مغول

فتح چنگیز خان

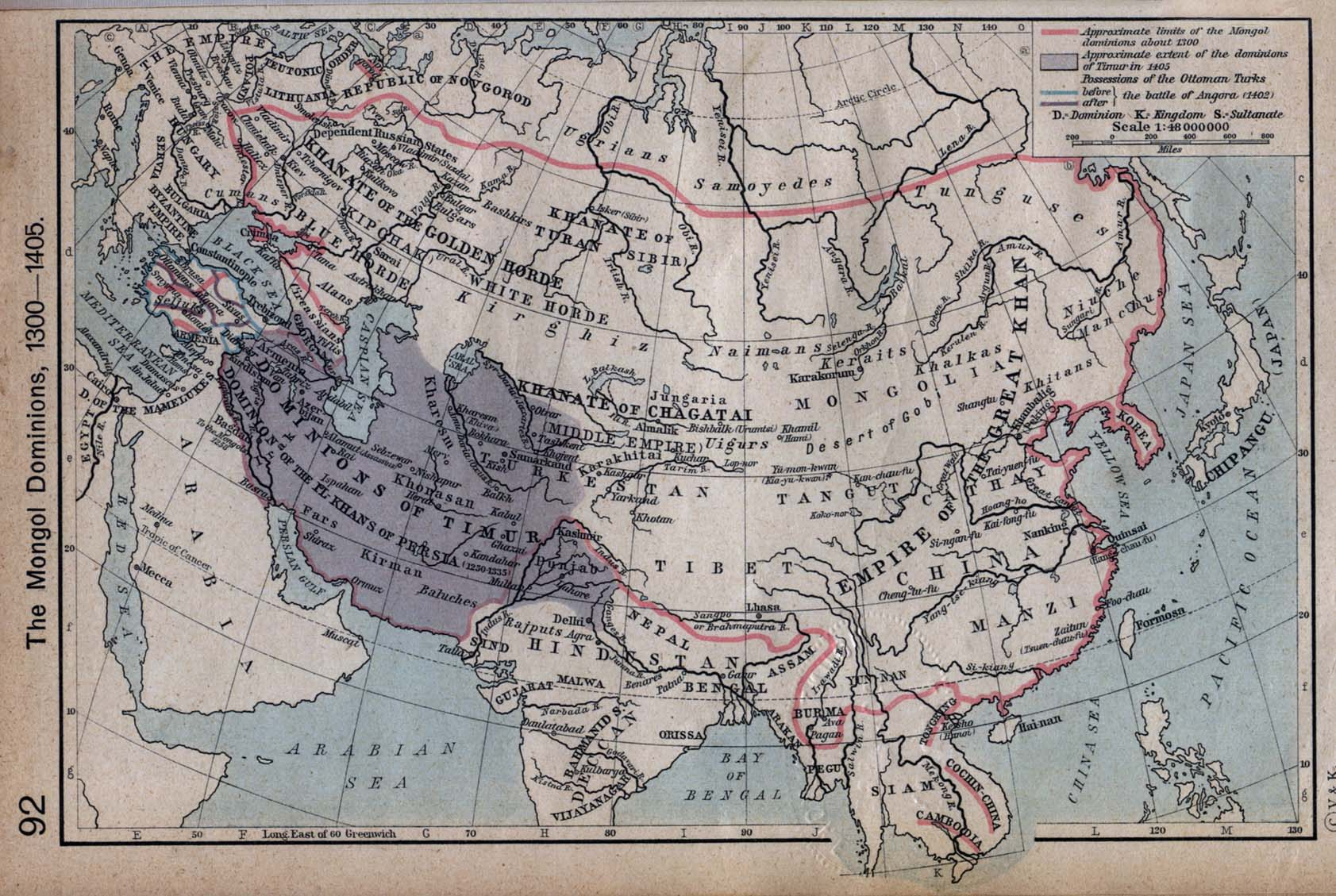
امپراتوری مغول

امپراتوری مغول که در ابتدا حکومت بزرگ مغول نام‌گذاری شده بود، امپراتوری بزرگی بود که طی قرن ۱۳ و ۱۴ وجود داشت. از آسیای میانه آغاز می‌شد و سرانجام از اروپای شرقی به دریای ژاپن کشیده شده و قسمت عظیمی از سیبری را تحت پوشش قرار می‌داد و به سوی جنوب پیش رفته و جنوب شرقی آسیا، شبه قاره هند و خاورمیانه را شامل می‌شد. به همین دلیل است که به عنوان دومین امپراتوری بزرگ در تاریخ جهان شناخته می‌شود. این امپراتوری در بیشترین حد خود به ۹۷۰۰ کیلومتر (۶۰۰۰ مایل) می‌رسد که مساحت ۳۳٬۰۰۰٬۰۰۰ کیلومتر م ۲۵ درصد مساحت کل زمین است را تحت پوشش قرار می‌داد و بر جمعیتی بالغ بر ۱۰۰ میلیون نفر حکمرانی می‌کرد.
امپراتوری مغول از وحدت قبایل مغول و تحت فرماندهی چنگیزخان به وجود آمد. چنگیز خان در سال ۱۲۰۶ به عنوان فرمانده کل مغول‌ها معرفی شد. امپراتوری، تحت رهبری او و فرزندانش در همه جهات جغرافیایی به سرعت رشد کرد.
امپراتوری پهناوری که شرق را به غرب پیوند می‌داد و نهایتاً به عنوان «تسویه حساب» فرهنگی در جهان عمل کرد. تحت فرماندهی مغولان، فناوری‌های جدید، کالاها و ایدئولوژی‌های مختلف در سراسر اوراسیا منتشر شد. محدوده این مبادلات از نقشه نگاری تا صنعت چاپ و از کشاورزی گرفته تا نجوم گسترش داشت.امپراتوری مغول سپس به چند پاره تقسیم شد و آخرین آن سلسلهٔ یوان بود

### امپراتوری مغول و صلح مغولی

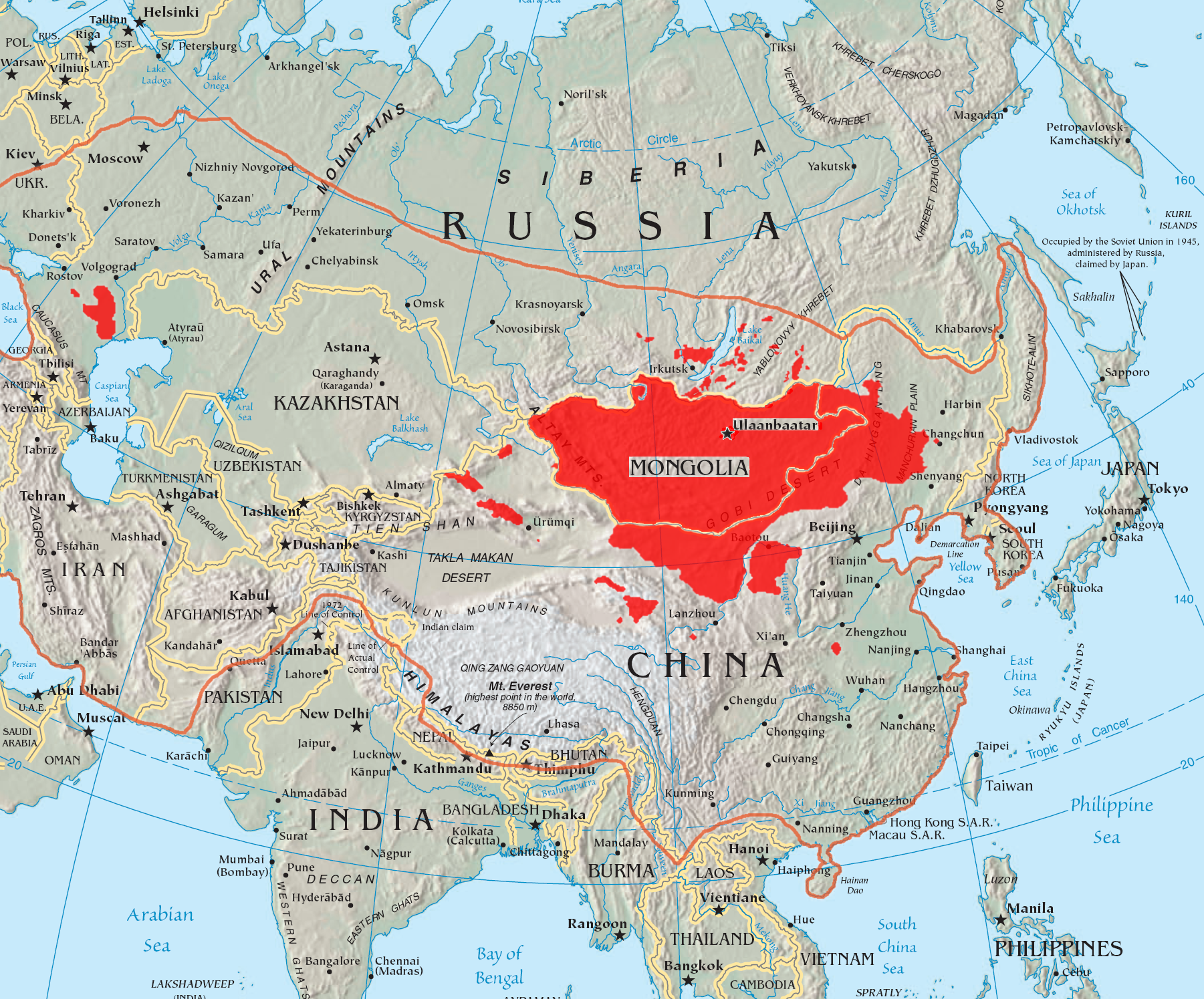
مرزهای امپراتوری مغول بر روی نقشه سیاسی مدرن و مناطقی که امروزه توسط مغولها ساکن هستند

اصطلاحی تاریخی‌ست که بعد از الگوی پامس رومانا شکل گرفت که آثار ثابت فتوحات امپراتوری مغول را بر روی زندگی اجتماعی، فرهنگی و اقتصادی ساکنان قلمرو مغولان در اوراسیا در قرن ۱۳ و ۱۴ شرح می‌دهد. این صلح علاوه بر تأمین امنیت و صلح بعد از حملات و فتوحات مغول در عصر چنگیز خان و جانشینانش، سبب شد تا موقعیت تجاری مسلمانان در جاده ابریشم به واسطه پل ارتباطی میان چین و اروپا، تأمین و تقویت کند.

### یوآن شمالی
دودمان یوآن شمالی، بازمانده دودمان یوآن بود که پس از سرنگونی آن و اخراج مغول‌ها از چین ایجاد شد در طول این دوره مغول‌ها اغلب درگیر جنگ‌های قبیله ای و مبارزات جناحی علیه یکدیگر بودند و در این میان خان بزرگ مغول اغلب تنها نقش تشریفاتی در حکومت داشت دودمان یوآن شمالی سرانجام با فتح مغولستان توسط دودمان چینگ از میان رفت.

## دوره مدرن

مغولستان در سال ۱۹۱۵

### جمهوری خلق مغول
که معمولاً به عنوان مغولستان بیرونی (انگلیسی: Outer Mongolia) شناخته شده‌است یک واحد مستقل دولت سوسیالیستی بود که بین سال‌های ۱۹۲۴ و ۱۹۹۲ در محدوده جغرافیایی امروزی کشور مغولستان در شرق آسیا وجود داشت. حکومت توسط حزب انقلابی خلق مغولستان اداره می‌شد و در سراسر تاریخ حیات خود پیوند نزدیکی با اتحاد جماهیر شوروی سوسیالیستی داشت.
از لحاظ جغرافیایی با چین از جنوب و با اتحاد جماهیر شوروی (جمهوری شوروی فدراتیو سوسیالیستی روسیه) از شمال مرز مشترک داشت و از شرق نیز از سال ۱۹۳۲ تا ۱۹۴۵ با مانچوکوئو، دولت دست نشانده امپراتوری ژاپن، هم‌مرز بود که به‌طور مکرر با آن مناقشات مرزی داشت.
در پایان سده هفدهم تمامی مغولستان بخشی از قلمرو دودمان چینگ در چین شد. پس از فروپاشی سلسله چینگ در سال ۱۹۱۱، مغولستان نیز با حکومت سلطنتی اعلام استقلال کرد ولی چند سال بعد، تبدیل به تحت‌الحمایه چین گردید و ناچار شد برای مستحکم کردن استقلال واقعی خود تا سال ۱۹۲۱ با جمهوری چین مبارزه کند. سرانجام با مرگ آخرین پادشاه مغولستان، در سال ۱۹۲۴ حزب خلق مغول به حزب انقلابی خلق مغولستان تغییر نام داد و کمونیست‌ها در این کشور، قدرت را در دست گرفتند. بدین ترتیب، در ۲۶ نوامبر همان سال، جمهوری خلق در مغولستان برقرار شد.